# NGC 2547
NGC 2547是一個位於南半球天空的疏散星團，位於船帆座。該星團由法國天文學家尼可拉·路易·拉卡伊於1751至1752年間在南非發現。
該星團的角直徑約20'，視星等4.7等。年齡只有2000至3500萬年。

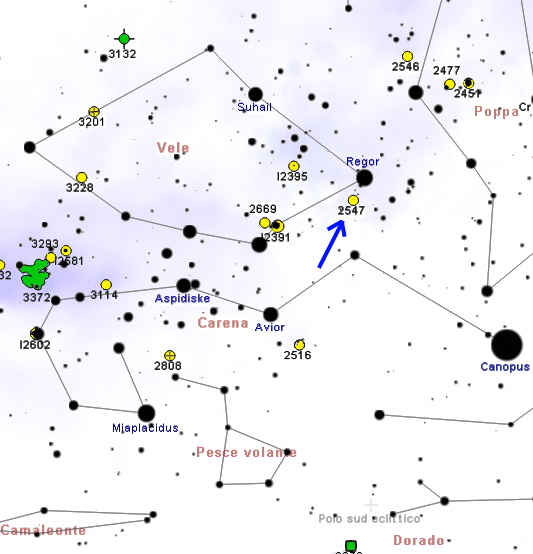
NGC 2547在天球上的位置。

## 圖集
- NGC 2547中的恆星NGC 2547-ID8周圍小行星相互碰撞形成行星的想像圖。
- 2012至2013年間觀測資料製作的紅外線亮度的時序變化圖，被認為是星團內恆星NGC 2547-0ID8周圍發生小行星碰撞。
- NGC 2547中心放大影像
- NGC 2547疏散星團全範圍影像。

## 外部連結
- WikiSky上关于NGC 2547的内容：DSS2, SDSS, GALEX, IRAS, 氢α, X射线, 天文照片, 天图, 文章和图片